# Everton, Arkansas
Everton là một thị trấn thuộc quận Boone, tiểu bang Arkansas, Hoa Kỳ. Năm 2010, dân số của thị trấn này là 133 người.

## Dân số
- Dân số năm 2000: 170 người.
- Dân số năm 2010: 133 người.